# Nicolò Beretta
Nicolò Beretta (Milano, 18 novembre 1995) è un designer italiano.

## Biografia
All'età di 13 anni si trasferisce con la famiglia a Sydney, Australia. Frequenta il college e si diploma nell'anno 2013 per poi ritornare in Italia, a Milano. 
Nel 2013 fonda il brand di scarpe Giannico. Nello stesso anno Beretta viene incluso nella lista dei primi 140 Emerging Designers di Vogue Italia e il brand Giannico viene selezionato per partecipare al prestigioso evento "Vogue Talents".
Nel 2015 vince il concorso per giovani talenti “Who is on Next” organizzato da Vogue Italia.
Nel marzo 2016  Forbes Magazine premia Nicolò Beretta per la sua rivoluzionaria creatività e per il lavoro fatto durante gli anni, segnalandolo tra le 10 start up che stanno rivoluzionando la moda italiana. Nel novembre dello stesso anno, viene premiato con il “Vivian Infantino Emerging Talent Award” di Footwear News, diventando il designer più giovane ad aver mai ricevuto questo riconoscimento. 
Nel 2018 Nicolò Beretta compare nella classifica dei 30 under 30 di Forbes Italia e nello stesso anno diventa direttore creativo del marchio “L'Autre Chose".
Nel settembre 2019 L'Autre Chose Group, facente parte del fondo Sator gestito dall'imprenditore Matteo Arpe, acquisisce il brand Giannico.